# Enceinte de Laon
L'enceinte de Laon est une enceinte fortifiée qui protégeait la ville haute de Laon.

## Présentation
Les remparts sont attestés dès le IXe siècle et continuent à se développer jusqu'au XIIIe siècle. À l'origine, l'enceinte fortifiée qui a repoussé les northmens en 882 se trouvait sur la partie orientale du plateau c'était la cité. L'enceinte s'est étendue vers l'ouest dans ce qui était nommé le bourg et était composée à la fois de fossés secs et de courtines avec contreforts et de tours circulaires ou des tours carrées. Il y avait quatre portes principales qui combinaient pour se défendre la herse, l'assommoir et les vantaux. 

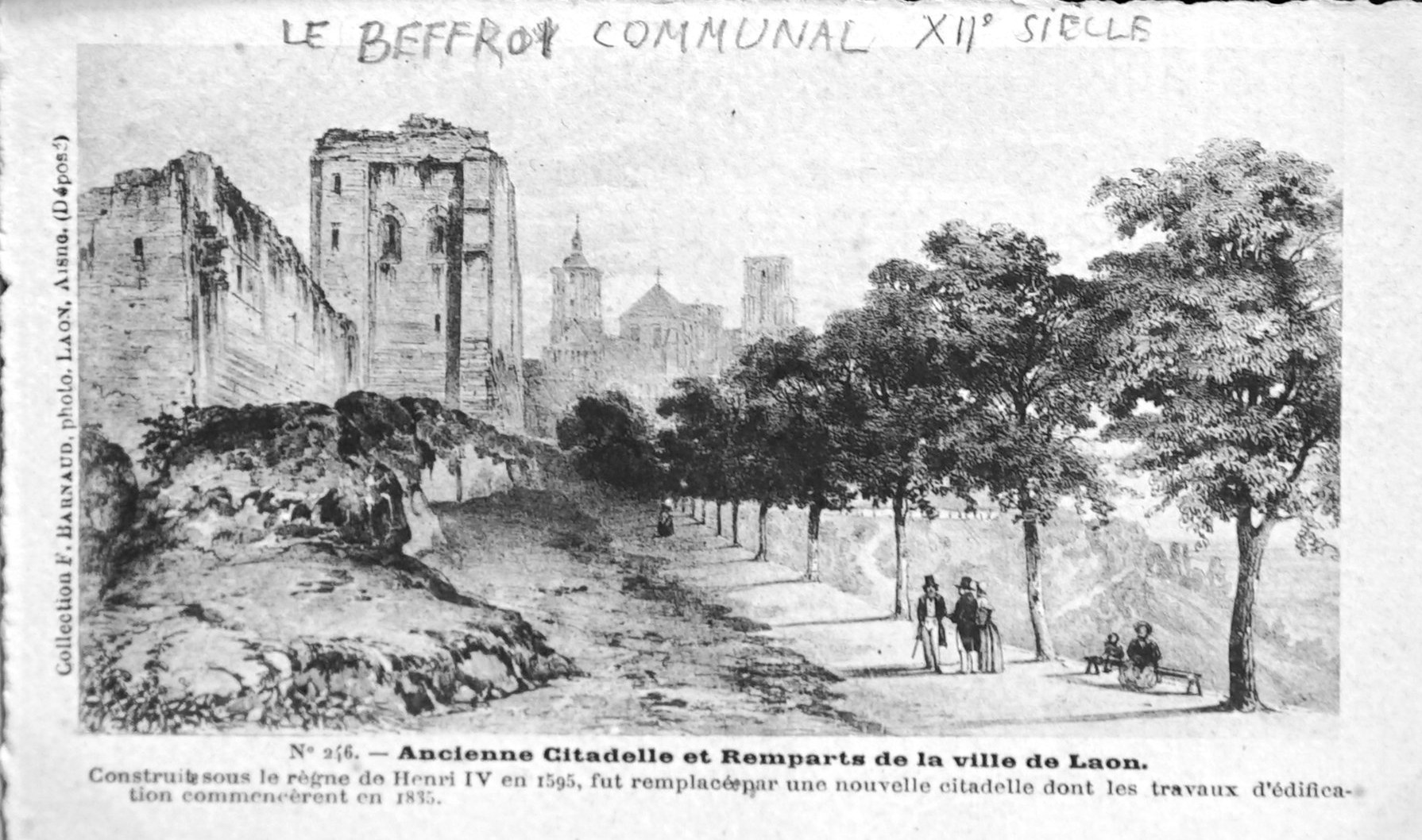
Beffroi communal et tour de
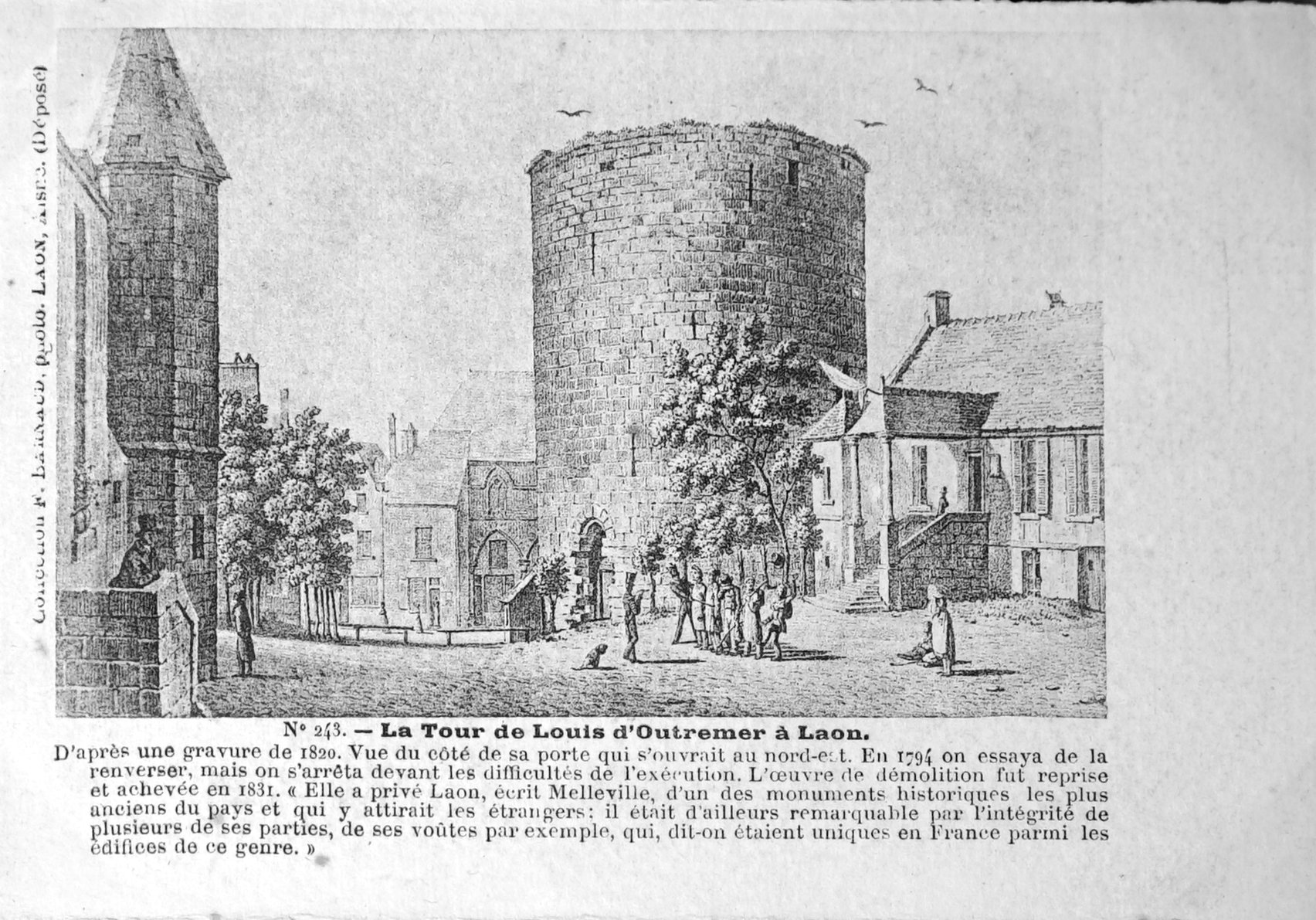
Louis d'Outremer aujourd'hui disparues.
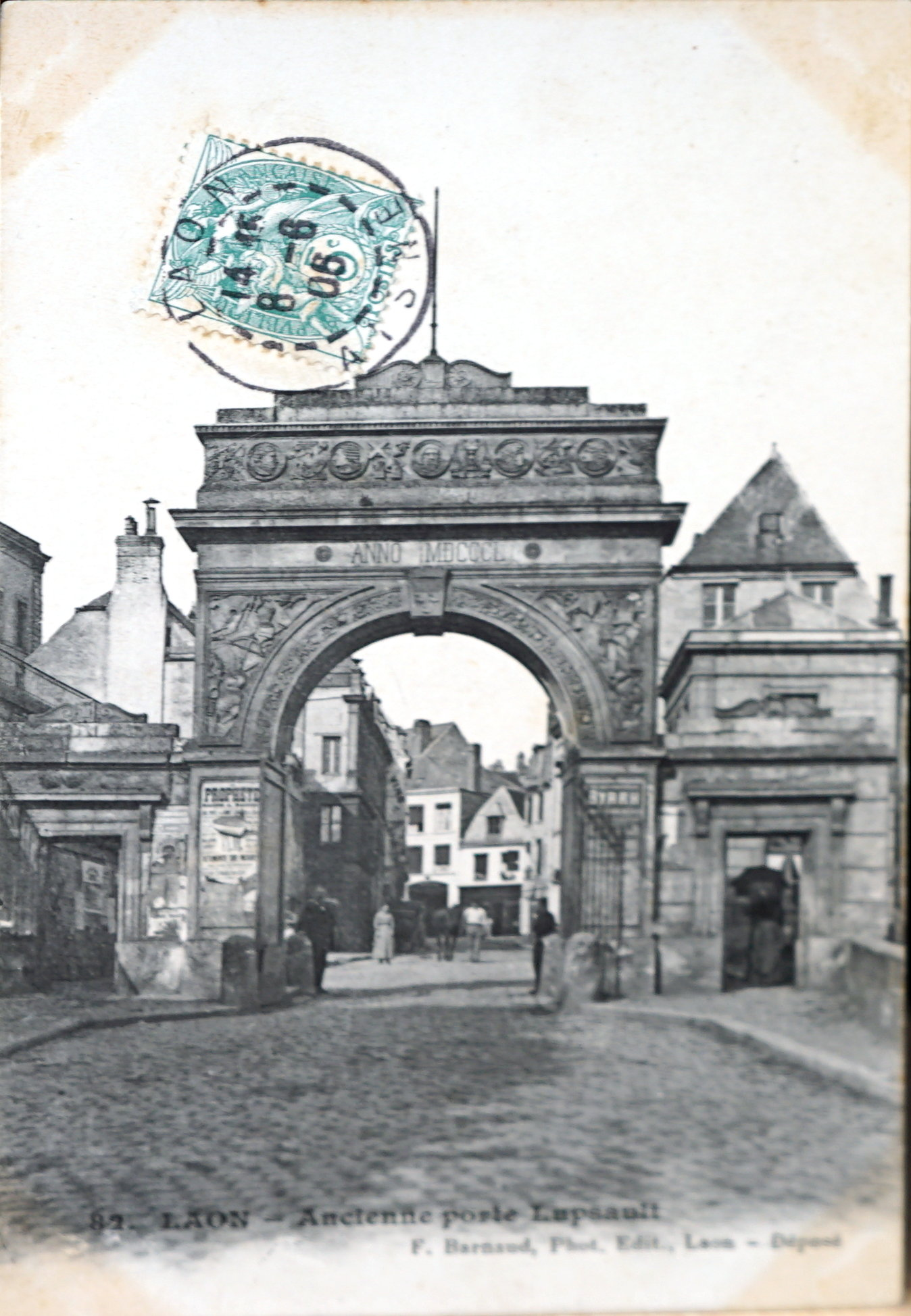
Porte lupsault.

Maintenu en fonction, le rempart subit plusieurs reconstructions et réparations jusqu'au milieu du XVIIe siècle, le rempart avait alors 7 750 pas de long. En 1595 eut lieu la construction de la citadelle par Antoine Estienne. Au XVIIIe siècle eurent lieu des aménagements comme le comblement des fossés pour aménager les promenades st-Jean en 1758, st-Just en 1761 et st-Gemain en 1763. Une nouvelle restauration eut lieu au XIXe siècle dans le cadre de la création de la ceinture fortifiée contre les invasions de l'est. Des dix-huit portes d'origine, il en reste trois et une dizaine de tours, sur la quarantaine.

## Galerie d'images

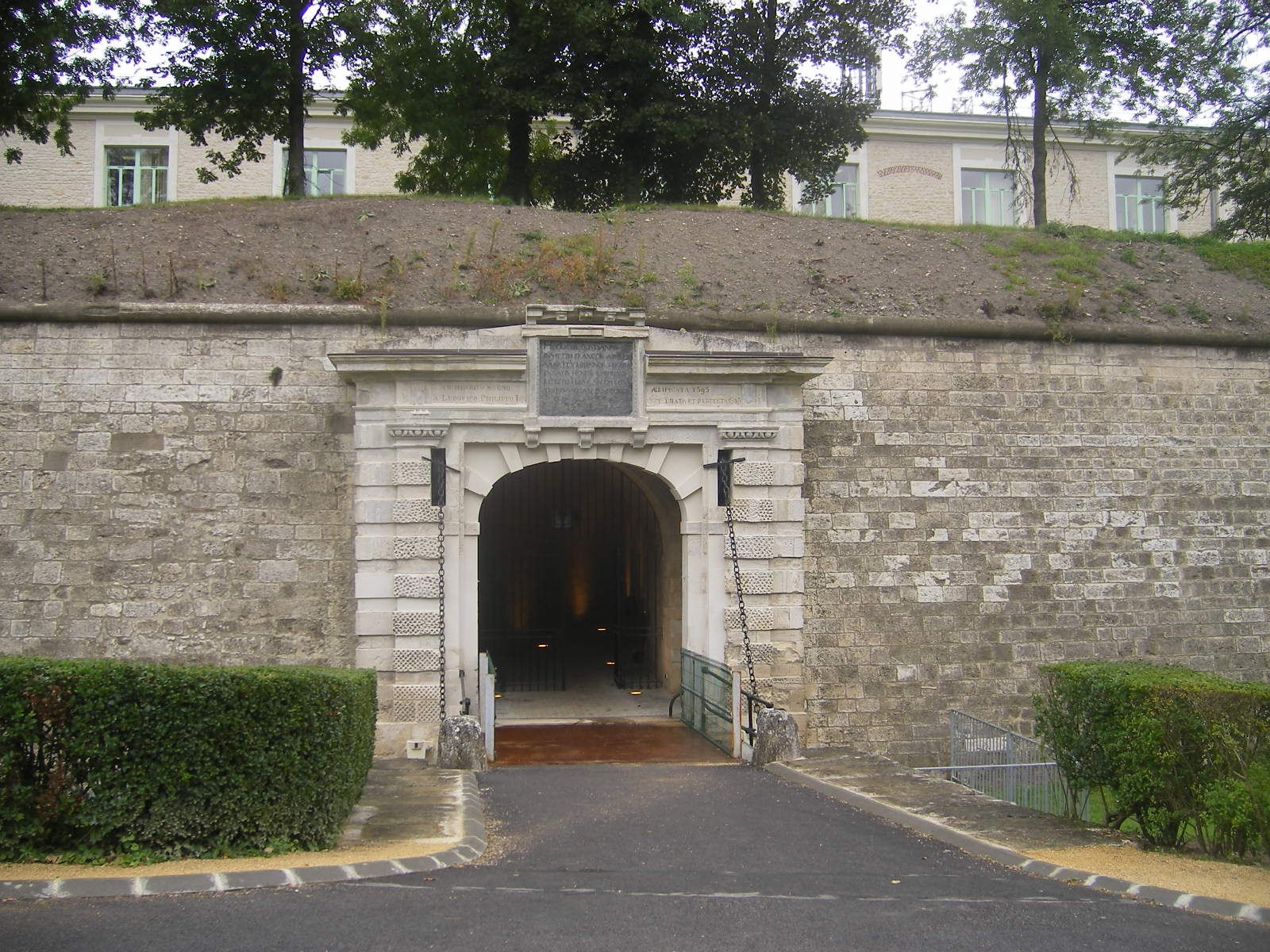
Porte de la citadelle vers la ville.
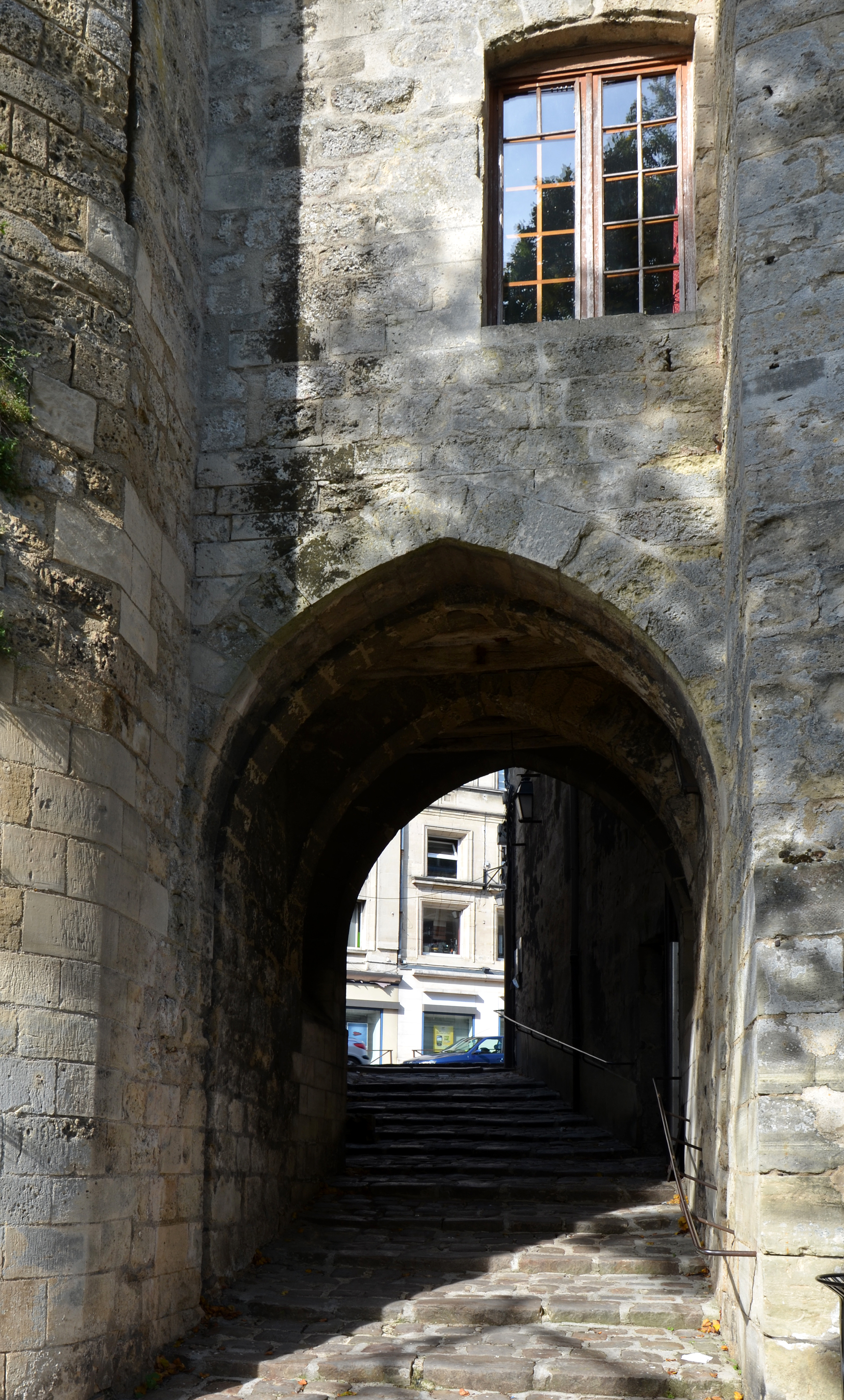
Porte Chenizelles.
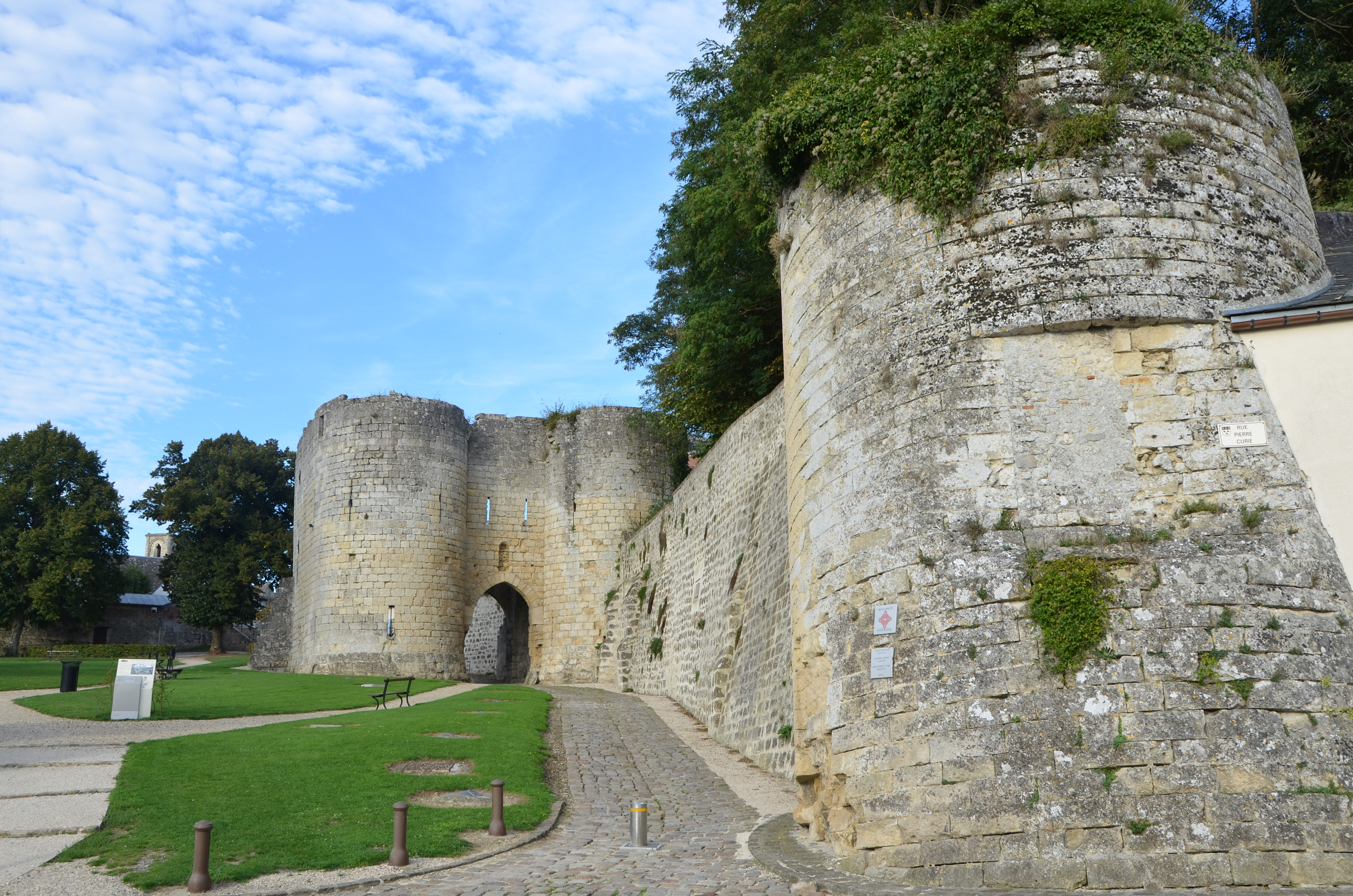
La tour penchée.
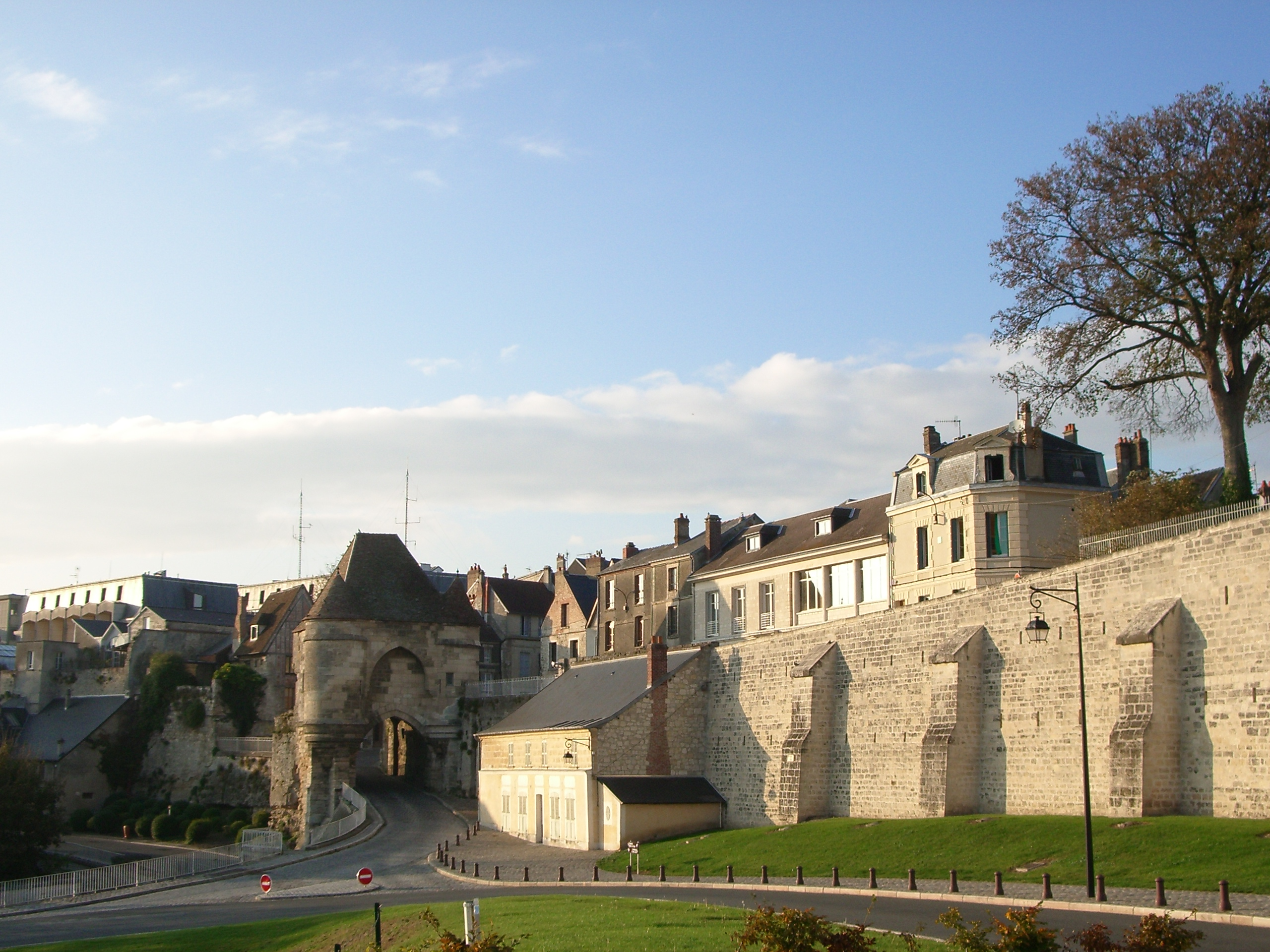
La porte d'Ardon.
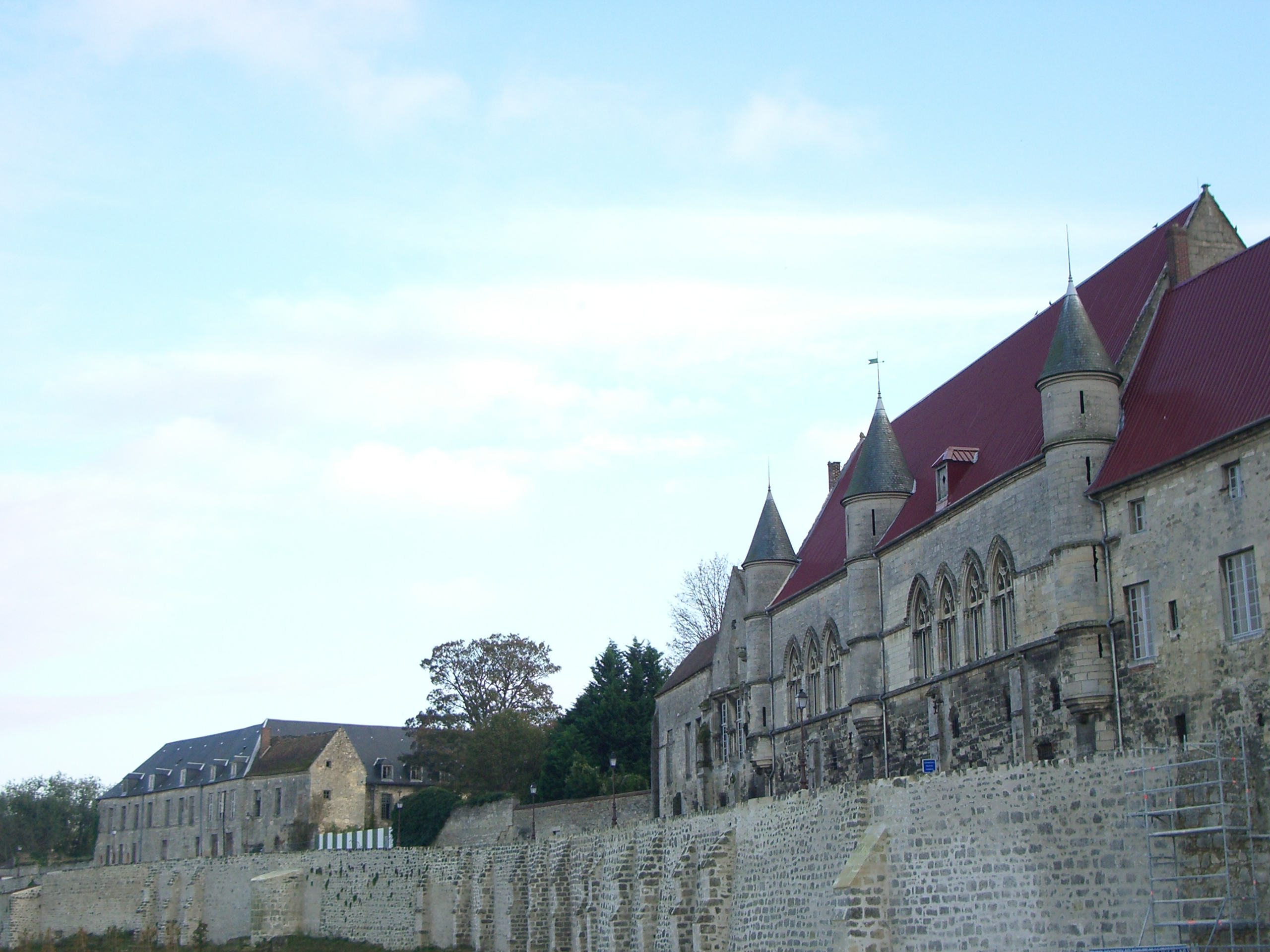
Devant le Palais épiscopal.
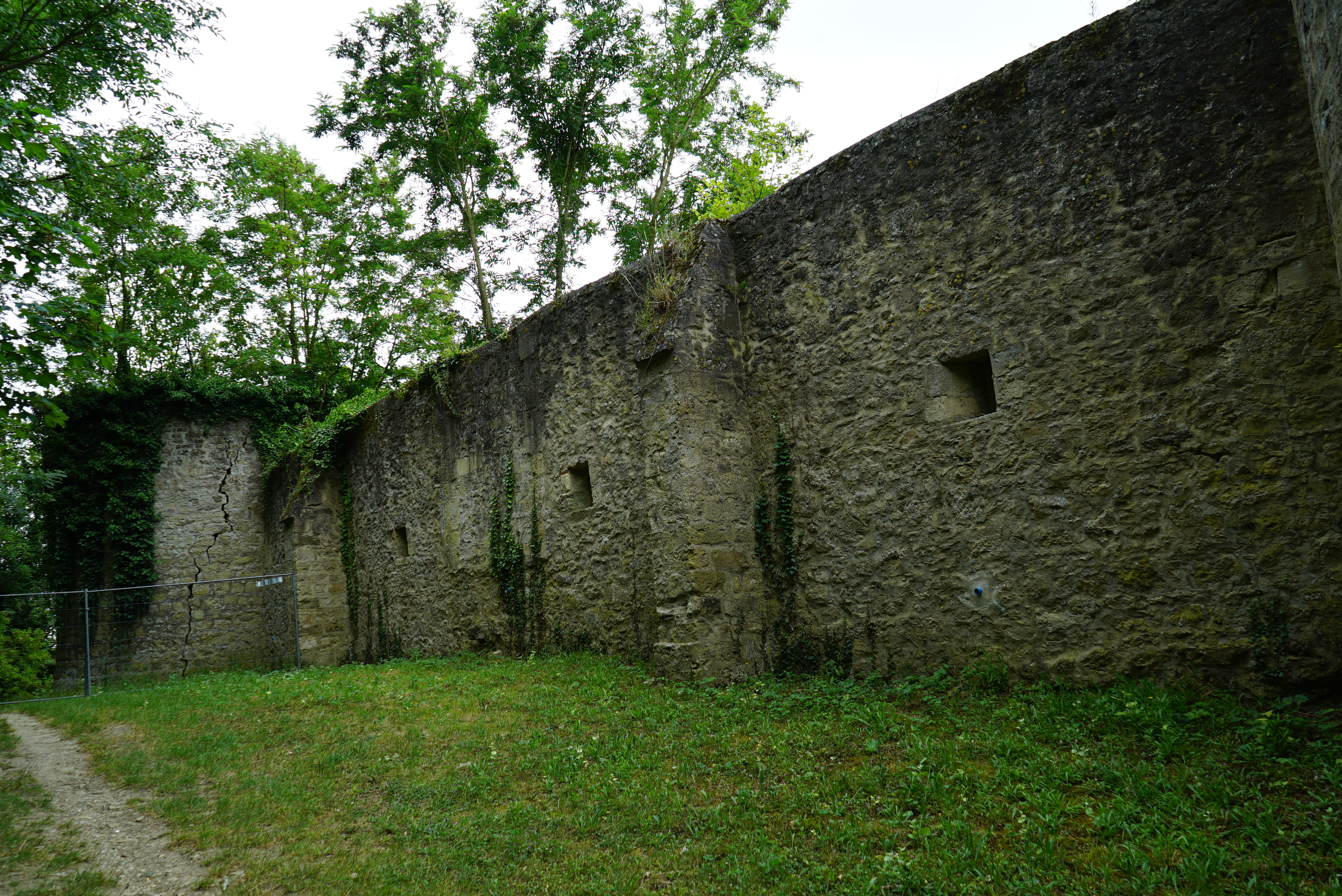
Derrière l'abbaye de st-Vincent, une tour et des meurtrières.
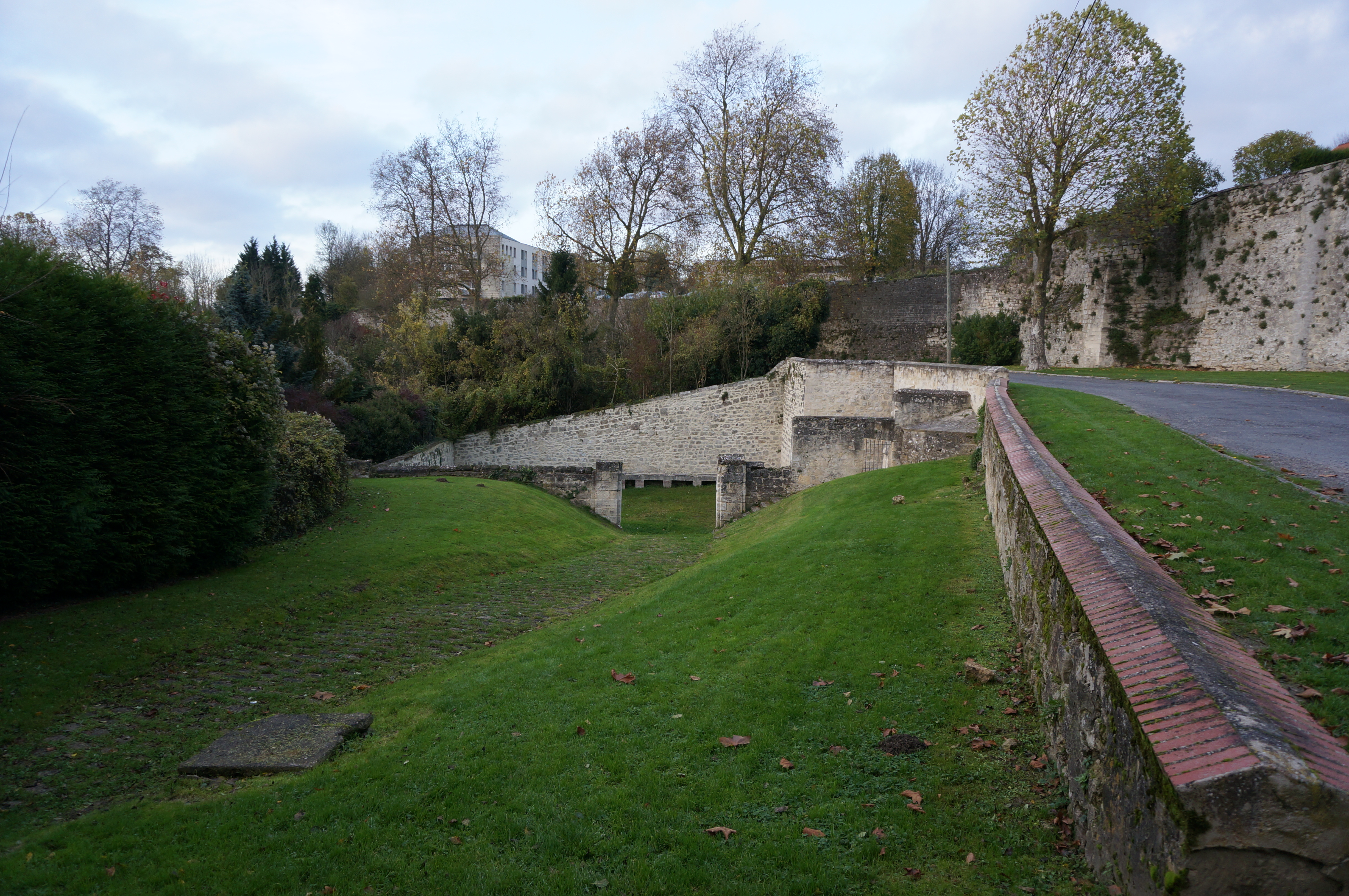
Abreuvoir de la reine.